# Vera Kobalia
Vera Kobalia (georgiska: ვერა ქობალია) född 24 augusti 1981, är en georgisk politiker som mellan den 2 juli 2010 och 25 oktober 2012 var Georgiens minister för ekonomi och hållbar utveckling. 